# Колдун, Дмитрий Александрович
Дми́трий Алекса́ндрович Колду́н (бел. Дзмітрый Аляксандравіч Калдун; 11 июня 1985, Минск) — белорусский и российский певец, поэт и композитор. Победитель проекта «Фабрика звёзд-6» на «Первом канале». Представлял Беларусь на конкурсе «Евровидение-2007» с песней «Work Your Magic», заняв шестое место (лучший результат Беларуси за всё время участия в конкурсе).

## Биография
Родился в семье учительницы географии Татьяны Борисовны Колдун (урождённой Шатун) и Александра Павловича Колдуна, старший брат — Георгий Александрович Колдун.
В детстве увлекался музыкой, играл со своей группой под названием «Тяжёлый колёсный плуг». В репертуаре гитарного трио были преимущественно композиции на белорусском языке.
Учился в гимназии N 12 города Минска.
Окончил химический факультет Белорусского государственного университета.
В 2004 году был участником проекта «Народный артист-2» на телеканале «Россия».
В 2004 и 2005 году работал в государственном концертном оркестре Республики Беларусь. Принимал участие в фестивалях «Молодечно-2005» и «Славянский базар» в Витебске. В 2006 году принимал участие в национальном белорусском отборе на «Евровидение» («Еврофест») с песней «May be». В этом же году стал победителем проекта «Фабрика звёзд-6» на «Первом канале», после чего стал солистом обновлённого состава группы «К. Г. Б.» (Колдун, Гуркова, Барсуков), однако вскоре покинул коллектив. После совместного исполнения с группой Scorpions песни «Still Loving You» получил приглашение от солиста Клауса Майне исполнить эту песню в рамках совместного тура.

В 2007 году выиграл белорусский отбор на «Евровидение-2007» «Еврофест» с песней Филиппа Киркорова «Work Your Magic» на слова Карена Кавалеряна. По итогам полуфинала «Евровидения» 10 мая 2007 года Колдун прошёл в финал конкурса, где занял 6-е место (высшее достижение Беларуси на конкурсе).

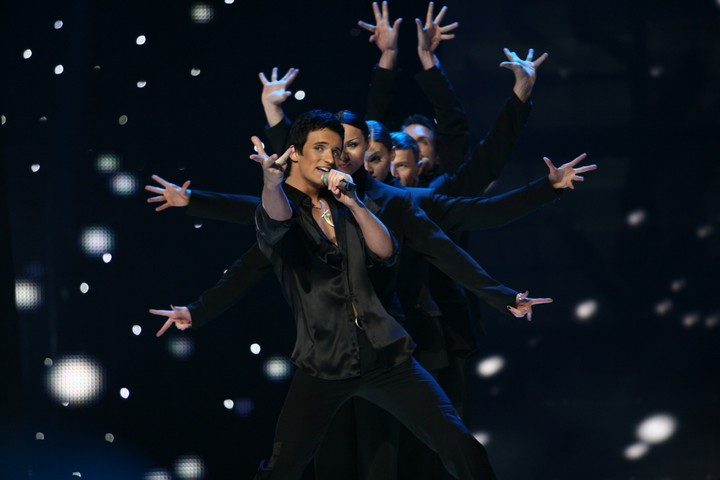
Дмитрий Колдун на «Евровидении», 2007 год

В декабре 2007 — марте 2008 годов принимал участие в проекте «Две звезды» на «Первом канале» в паре с Натальей Рудовой.
В 2008 году сыграл главного героя рок-оперы «Звезда и смерть Хоакина Мурьеты» — разбойника Хоакина.
В 2009 году участвовал в проекте канала Муз ТВ «Звезда пошла на…».
9 февраля 2009 года совместно с Александром Асташёнком открыл студию звукозаписи «Ящерица».
29 апреля 2009 года выступил с первым сольным концертом в Королёве.
20 ноября 2010 года на конкурсе «Детское Евровидение 2010» исполнил финальный гимн UNICEF «A day without war» совместно с детьми-участниками конкурса.
В марте 2012 года состоялся релиз второго студийного альбома «Ночной пилот».
В июне 2012 года принял участие в музыкальном проекте «Фабрика звёзд. Россия-Украина» на «Первом канале».
6 ноября 2013 года в ресторане состоялась презентация третьего студийного альбома «Город больших огней».
2 марта — 8 июня 2014 года принимал участие в шоу «Точь-в-точь» на «Первом канале», дойдя до финала, но не одержав победу.
В 2016 году принимал участие в новом сезоне шоу «Точь-в-точь» на «Первом канале».
В 2017 году Дмитрий Колдун с песней «Пятница» выступил на открытии XXVI фестиваля искусств «Славянский базар в Витебске».
В ноябре 2018 года выступал в самопровозглашённой ДНР на выборах главы республики, а также после вторжения России в Украину. Национальное агентство по предотвращению коррупции Украины выступило с инициативой о введении против него международных санкций, так как Колдун «выступал с концертами в так называемой ДНР в поддержку аннексии Донбасса, оправдывая действия России» и «активно поддерживает агрессивную политику путинского режима». Внесен в базу украинского сайта «Миротворец».
В 2021 году выпустил сингл «Всё сначала».
В 2022 году был рассекречен в шоу «Фантастика» на Первом канале как состоявшийся артист, персонаж Фантом. Покинул проект в 8-м выпуске.

### Личная жизнь
Жена (с 14 января 2012) — Виктория Хамицкая, в отношениях с которой находился со школьных лет. Сын Ян (род. 20 января 2013), дочь Алиса (род. 25 апреля 2016).

## Дискография

### Студийные альбомы
| №                   | Название                            | Длительность |
| ------------------- | ----------------------------------- | ------------ |
| 1.                  | «Ангел мечты»                       | 4:16         |
| 2.                  | «Плохая новость»                    | 3:33         |
| 3.                  | «Не рай» (feat. Дмитрий Четвергов)  | 3:21         |
| 4.                  | «Всё, что ты хочешь»                | 4:01         |
| 5.                  | «Поезд на юг»                       | 4:04         |
| 6.                  | «Reality Of Dreams»                 | 3:20         |
| 7.                  | «Don't Fade Away»                   | 3:46         |
| 8.                  | «Звезда» (feat. Дмитрий Четвергов)  | 3:41         |
| 9.                  | «Somebody's Loving You»             | 4:26         |
| 10.                 | «Дай мне силу»                      | 3:21         |
| 11.                 | «Настройся на меня» (Dance Version) | 3:20         |
| 12.                 | «Я люблю тебя» (Dance Version)      | 3:33         |
| Общая длительность: | Общая длительность:                 | 42:82        |

| №                   | Название                                   | Длительность |
| ------------------- | ------------------------------------------ | ------------ |
| 1.                  | «Ночной пилот»                             | 3:57         |
| 2.                  | «В комнате пустой»                         | 3:55         |
| 3.                  | «Корабли»                                  | 3:42         |
| 4.                  | «Не моя вина»                              | 3:07         |
| 5.                  | «Не с той»                                 | 3:57         |
| 6.                  | «Я люблю»                                  | 3:25         |
| 7.                  | «Маяк»                                     | 4:06         |
| 8.                  | «Под дождём»                               | 3:33         |
| 9.                  | «Ничего»                                   | 3:35         |
| 10.                 | «Звезда»                                   | 3:15         |
| 11.                 | «Дыхание»                                  | 4:09         |
| 12.                 | «A Day Without War»                        | 3:45         |
| 13.                 | «Ray Of Light» (feat. Alex Brashovean)     | 3:15         |
| 14.                 | «Падал снег»                               | 3:52         |
| 15.                 | «В комнате пустой» (GMmusic Dance Version) | 3:30         |
| 16.                 | «Ночной пилот» (DJ Fisun Remix)            | 3:26         |
| Общая длительность: | Общая длительность:                        | 55:09        |

| №                   | Название                      | Длительность |
| ------------------- | ----------------------------- | ------------ |
| 1.                  | «Город больших огней»         | 3:35         |
| 2.                  | «Облака-бродяги»              | 3:53         |
| 3.                  | «Останься»                    | 3:27         |
| 4.                  | «С дождями»                   | 3:59         |
| 5.                  | «Вверх»                       | 3:18         |
| 6.                  | «Не грусти»                   | 3:13         |
| 7.                  | «Не вспоминай о ней»          | 3:24         |
| 8.                  | «Не так»                      | 3:35         |
| 9.                  | «Сердцем» (feat. Катя Гордон) | 2:54         |
| 10.                 | «Она»                         | 4:16         |
| Общая длительность: | Общая длительность:           | 33:34        |

| №                   | Название              | Длительность |
| ------------------- | --------------------- | ------------ |
| 1.                  | «Почему?»             | 4:05         |
| 2.                  | «Манекен»             | 3:29         |
| 3.                  | «Я буду любить тебя»  | 3:14         |
| 4.                  | «Медленно»            | 4:30         |
| 5.                  | «Время нам разойтись» | 4:06         |
| 6.                  | «Мало тебя»           | 3:26         |
| 7.                  | «Метели»              | 3:24         |
| 8.                  | «Скажи»               | 3:47         |
| 9.                  | «Любовь – война»      | 3:41         |
| 10.                 | «Холодные облака»     | 3:36         |
| 11.                 | «Поезд»               | 3:54         |
| Общая длительность: | Общая длительность:   | 39:12        |

| №                   | Название              | Длительность |
| ------------------- | --------------------- | ------------ |
| 1.                  | «Если бы»             | 2:52         |
| 2.                  | «Милая»               | 3:30         |
| 3.                  | «Плачет дождь»        | 3:32         |
| 4.                  | «Потанцуй со мной»    | 3:03         |
| 5.                  | «Пёс бродячий 2»      | 3:31         |
| 6.                  | «Для тебя»            | 3:00         |
| 7.                  | «Верю в хорошее»      | 3:10         |
| 8.                  | «Счастье там, где ты» | 3:29         |
| 9.                  | «Спасибо»             | 3:07         |
| 10.                 | «Фантом»              | 3:06         |
| 11.                 | «Пешеходы»            | 3:10         |
| 12.                 | «Au Revoir»           | 3:19         |
| Общая длительность: | Общая длительность:   | 37:29        |

### Мини-альбомы
| Название            | Информация                                                                       | Примечание |
| ------------------- | -------------------------------------------------------------------------------- | --- |
| Граффити — EP       | - Релиз: 6 марта 2020 - Лейбл: Первое музыкальное - Формат: Цифровая дистрибуция | \| № \| Название \| Длительность \| \| ------------------- \| -------------------------------------------- \| ------------ \| \| 1. \| «Граффити» \| 3:16 \| \| 2. \| «Сердце разбитое» \| 3:14 \| \| 3. \| «Облако» \| 3:28 \| \| 4. \| «Не уходи» \| 3:25 \| \| 5. \| «Ты не птица» (feat. Владимир Пресняков мл.) \| 3:34 \| \| Общая длительность: \| Общая длительность: \| 16:17 \| |
| №                   | Название                                                                         | Длительность |
| 1.                  | «Граффити»                                                                       | 3:16 |
| 2.                  | «Сердце разбитое»                                                                | 3:14 |
| 3.                  | «Облако»                                                                         | 3:28 |
| 4.                  | «Не уходи»                                                                       | 3:25 |
| 5.                  | «Ты не птица» (feat. Владимир Пресняков мл.)                                     | 3:34 |
| Общая длительность: | Общая длительность:                                                              | 16:17 |

## Синглы

### Официальные синглы
| Год  | Название                                 | Альбом              |
| ---- | ---------------------------------------- | ------------------- |
| 2007 | «Я для тебя»                             | без альбома         |
| 2007 | «Царевна»                                | без альбома         |
| 2007 | «Дай мне силу»                           | Колдун              |
| 2009 | «Настройся на меня»                      | Колдун              |
| 2010 | «В комнате пустой»                       | Ночной пилот        |
| 2012 | «Корабли»                                | Ночной пилот        |
| 2012 | «Ничего»                                 | Ночной пилот        |
| 2012 | «Облака-бродяги»                         | Город больших огней |
| 2014 | «Почему?»                                | Манекен             |
| 2015 | «Я буду любить тебя»                     | Манекен             |
| 2017 | «Мой дом»                                | без альбома         |
| 2019 | «Чувства без тепла»                      | без альбома         |
| 2019 | «Пёс бродячий»                           | без альбома         |
| 2021 | «Всё сначала»                            | без альбома         |
| 2021 | «Читай между строчек»                    | без альбома         |
| 2021 | «Потому, что Новый год!»                 | без альбома         |
| 2023 | «До свидания» (совм. с Анитой Цой)       | без альбома         |
| 2024 | «Милая»                                  | Верю в хорошее      |
| 2024 | «Мэрилин Монро»                          | TBA                 |
| 2024 | «Завтра и навсегда» (совм. с DJ Dimixer) | TBA                 |

### Промо-синглы / другие песни
- 2008 — «Никогда»
- 2008 — «Быть может» (совм. с Георгием Колдуном)
- 2011 — «Out Of The Blue» (совм. с Jacqueline)
- 2014 — «Время»
- 2014 — «Быть или не быть» (из т/с «Верни мою любовь»)
- 2014 — «Ангел под дождём»
- 2015 — «Иди на голос мой» (совм. с Ди-Бронкс)
- 2016 — «Поцелуй меня»
- 2016 — «Когда я любил тебя»
- 2017 — «Пьяный ангел»
- 2017 — «Пятница»
- 2018 — «Давай сыграем в любовь»
- 2018 — «По улицам Москвы»
- 2019 — «Вертолёты»
- 2020 — «Этой ночью»
- 2020 — «Декаданс»
- 2021 — «Зависимость»
- 2021 — «Нереальная»
- 2022 — «Между нами только LOVE»
- 2023 — «Заметает»
- 2023 — «Приду без повода»
- 2023 — «Солнце и любовь»
- 2023 — «Он не стоит слёз»
- 2023 — «Гололёд»
- 2024 — «Верю в хорошее»
- 2024 — «Королева красоты»
- 2024 — «Мама»
- 2024 — «Ревную тебя»
- 2025 — «Розы»
- 2025 — «Эти глаза»
- 2025 — «Сегодня ветренно» (совм. с Алисой Супроновой)

## Видеография
| Год  | Клип                                     | Режиссёр                             | Альбом                        |
| ---- | ---------------------------------------- | ------------------------------------ | ----------------------------- |
| 2007 | «Дай мне силу» / «Work Your Magic»       | Олег Гусев                           | Колдун                        |
| 2007 | «Я для тебя»                             | Олег Гусев                           | без альбома                   |
| 2008 | «Царевна»                                | Виталий Мухаметзянов                 | без альбома                   |
| 2008 | «Быть может» (совм. с Георгием Колдуном) | неизвестно                           | Фрагменты (альбом Г. Колдуна) |
| 2009 | «Настройся на меня»                      | Евгения Полтавская                   | Колдун                        |
| 2010 | «В комнате пустой»                       | Артём Аксененко                      | Ночной пилот                  |
| 2012 | «Корабли»                                | Денис Гамзинов                       | Ночной пилот                  |
| 2012 | «Ничего»                                 | Алексей Рудаков                      | Ночной пилот                  |
| 2012 | «Облака-бродяги»                         | Виктор Скуратовский                  | Город больших огней           |
| 2014 | «Почему?»                                | Александр Солоха                     | Манекен                       |
| 2015 | «Я буду любить тебя»                     | Данила Зотов, Нина Дягилева, Ася Фри | Манекен                       |
| 2017 | «Мой дом»                                | Владимир Нефёдов                     | без альбома                   |
| 2019 | «Чувства без тепла»                      | Егор Воронин                         | без альбома                   |
| 2019 | «Пёс бродячий»                           | Егор Воронин                         | без альбома                   |
| 2021 | «Всё сначала»                            | Егор Воронин                         | без альбома                   |
| 2021 | «Читай между строчек»                    | Егор Воронин                         | без альбома                   |
| 2021 | «Потому, что Новый год!»                 | Егор Воронин                         | без альбома                   |
| 2023 | «До свидания» (совм. с Анитой Цой)       | Олег Визжачий                        | без альбома                   |
| 2024 | «Милая»                                  | Егор Воронин                         | Верю в хорошее                |
| 2024 | «Мэрилин Монро»                          | Егор Воронин                         | TBA                           |
| 2024 | «Завтра и навсегда» (совм. с DJ Dimixer) | Варя Философова                      | TBA                           |

## Фильмография
- - 2008 — «Красота требует…» — парень на крыше
  - 2012 — «20 лет без любви» — Дима (рок-музыкант)

## Признание
- - 2004 — финалист проекта «Народный артист-2» на телеканале «Россия».
  - 2006 — победитель проекта «Фабрика звёзд-6» на «Первом канале».
  - 2007 — финалист (6-е место) конкурса «Евровидение-2007» за песню «Work Your Magic» (от Белоруссии).
  - 2007 — лауреат премии «Золотой граммофон» в номинации «Sexy М» за песню «Дай мне силу».
  - 2009 — лауреат премии «Бог эфира» в номинации «Радиохит-исполнитель» за песню «Царевна».